# Kimberley Woods
Kimberley Woods (Rugby, 8 de septiembre de 1995) es una deportista británica que compite en piragüismo en la modalidad de eslalon.
Participó en dos Juegos Olímpicos de Verano, en los años 2020 y 2024, obteniendo dos medallas de bronce en París 2024, en las pruebas de K1 individual y K1 cross.
Ganó trece medallas en el Campeonato Mundial de Piragüismo en Eslalon entre los años 2015 y 2023, y quince medallas en el Campeonato Europeo de Piragüismo en Eslalon entre los años 2015 y 2025.
En los Juegos Europeos de Cracovia 2023 consiguió una medalla de plata en la prueba de C1 por equipos.

## Palmarés internacional
| Juegos Olímpicos   | Juegos Olímpicos               | Juegos Olímpicos  | Juegos Olímpicos    |
| Año                | Lugar                          | Medalla           | Competición         |
| ------------------ | ------------------------------ | ----------------- | ------------------- |
| 2024               | París (Francia)                | Medalla de bronce | K1 individual       |
| 2024               | París (Francia)                | Medalla de bronce | K1 cross            |
| Campeonato Mundial |                                |                   |                     |
| Año                | Lugar                          | Medalla           | Competición         |
| 2015               | Londres (Reino Unido)          | Medalla de plata  | K1 por equipos      |
| 2017               | Pau (Francia)                  | Medalla de oro    | C1 por equipos      |
| 2018               | Río de Janeiro (Brasil)        | Medalla de oro    | C1 por equipos      |
| 2018               | Río de Janeiro (Brasil)        | Medalla de bronce | K1 por equipos      |
| 2019               | Seo de Urgel (España)          | Medalla de oro    | K1 por equipos      |
| 2021               | Bratislava (Eslovaquia)        | Medalla de oro    | K1 por equipos      |
| 2021               | Bratislava (Eslovaquia)        | Medalla de bronce | K1 individual       |
| 2022               | Augsburgo (Alemania)           | Medalla de plata  | K1 extremo          |
| 2022               | Augsburgo (Alemania)           | Medalla de bronce | C1 por equipos      |
| 2023               | Londres (Reino Unido)          | Medalla de oro    | K1 cross            |
| 2023               | Londres (Reino Unido)          | Medalla de oro    | C1 por equipos      |
| 2023               | Londres (Reino Unido)          | Medalla de plata  | C1 individual       |
| 2023               | Londres (Reino Unido)          | Medalla de bronce | K1 por equipos      |
| Juegos Europeos    |                                |                   |                     |
| Año                | Lugar                          | Medalla           | Competición         |
| 2023               | Cracovia (Polonia)             | Medalla de plata  | C1 por equipos      |
| Campeonato Europeo |                                |                   |                     |
| Año                | Lugar                          | Medalla           | Competición         |
| 2015               | Markkleeberg (Alemania)        | Medalla de oro    | C1 individual       |
| 2015               | Markkleeberg (Alemania)        | Medalla de bronce | C1 por equipos      |
| 2016               | Liptovský Mikuláš (Eslovaquia) | Medalla de oro    | C1 por equipos      |
| 2016               | Liptovský Mikuláš (Eslovaquia) | Medalla de oro    | K1 por equipos      |
| 2017               | Tacen (Eslovenia)              | Medalla de oro    | C1 individual       |
| 2017               | Tacen (Eslovenia)              | Medalla de oro    | C1 por equipos      |
| 2018               | Praga (República Checa)        | Medalla de oro    | C1 por equipos      |
| 2019               | Pau (Francia)                  | Medalla de oro    | C1 por equipos      |
| 2019               | Pau (Francia)                  | Medalla de bronce | C1 individual       |
| 2021               | Ivrea (Italia)                 | Medalla de oro    | K1 por equipos      |
| 2021               | Ivrea (Italia)                 | Medalla de plata  | C1 por equipos      |
| 2022               | Liptovský Mikuláš (Eslovaquia) | Medalla de plata  | K1 por equipos      |
| 2024               | Tacen (Eslovenia)              | Medalla de bronce | C1 por equipos      |
| 2025               | Vaires-sur-Marne (Francia)     | Medalla de bronce | K1 cross individual |
| 2025               | Vaires-sur-Marne (Francia)     | Medalla de bronce | K1 por equipos      |